# Полишинель
Полишине́ль (фр. polichinelle, от итал. Pulcinella — Пульчинелла) — персонаж французского народного театра: горбун, весёлый задира и балагур. Популярный в народе, стал одним из излюбленных героев театра кукол. Появился на сцене ярмарочного театра в конце XVI века. «Родственник» русского Петрушки, английского Панча и Пульчинеллы из итальянской комедии дель арте. Неисправимый болтун, он сообщал под видом секретов известные всем вещи; отсюда происходит выражение «секрет Полишинеля».
В широком смысле «полишинель» — шут, несерьёзный человек.
После событий 9 термидора II года по республиканскому календарю во Франции «полишинелями» называли молодых людей, следовавших новой немыслимой моде: укороченные рединготы и огромные начёсы на голове, напоминающие собачьи уши.